# Station Príncipe Pío
Príncipe Pío is een metro- en spoorwegstation in de Spaanse hoofdstad Madrid dat in 1861 werd geopend als Estación del Norte. 

## Geschiedenis
De Compañía de los Caminos de Hierro del Norte de España begon, onder leiding van Franse ingenieurs, in 1856 met de aanleg van de spoorlijn Madrid – Irun. De bouw van het Madrileense eindpunt, het Estación del Norte, op de oostelijke oever van de Manzanares enkele honderden meters ten noordwesten van het Palacio Real, het Koninklijk Paleis van Madrid, begon in 1859. In juni 1861 werd een bescheiden kopstation geopend al was toen alleen de lijn naar El Escorial gereed. 
Het emplacement is met de rest van het spoorwegnet verbonden via de Puente de los Franceses, genoemd naar de Franse ingenieurs. Door de beperkte beschikbare ruimte werden de hulpvoorzieningen langs het spoor tussen het station en de Puente de los Franceses opgetrokken. Op 16 juli 1882 werd een echt stationsgebouw met perronhal voor reizigers geopend parallel aan de sporen langs de Paseo de la Florida. De perronhal werd aan de zuidoostzijde eenvoudigweg open gelaten met enkele perkjes die het niveauverschil met de Cuesta de San Vicente overbrugden. 
Op 27 december 1925 werd het station aangesloten op de metro door de opening van de Ramal, een zijlijn van metrolijn 2,  die als pendeldienst wordt onderhouden. Hierdoor kon de steile helling tussen het station en het stadscentrum makkelijk door reizigers worden overbrugd.  
In 1928 werd een tweede stationsgebouw, haaks op het eerste, opgetrokken waarmee de kopse kant van de sporen werd afgesloten van de Cuesta de San Vicente. Dit bouwdeel werd vervolgens gebruikt voor vertrekkende reizigers, terwijl het bouwdeel uit 1882 vervolgens dienst deed als aankomsthal. Het bouwdeel uit 1928 heeft op de hoeken van de voorgevel torens met een koepel.

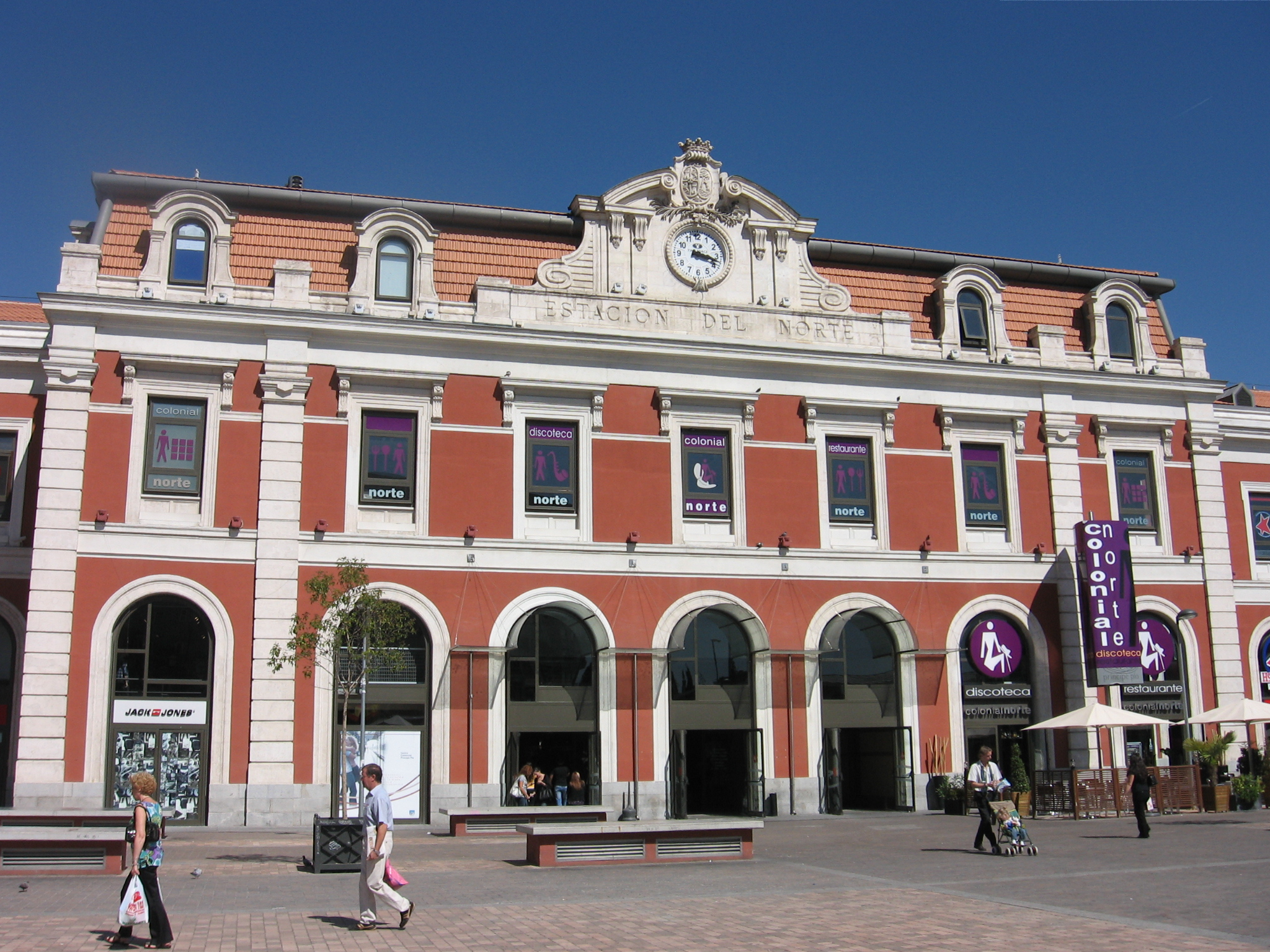
Voorgevel van het gebouw uit 1882
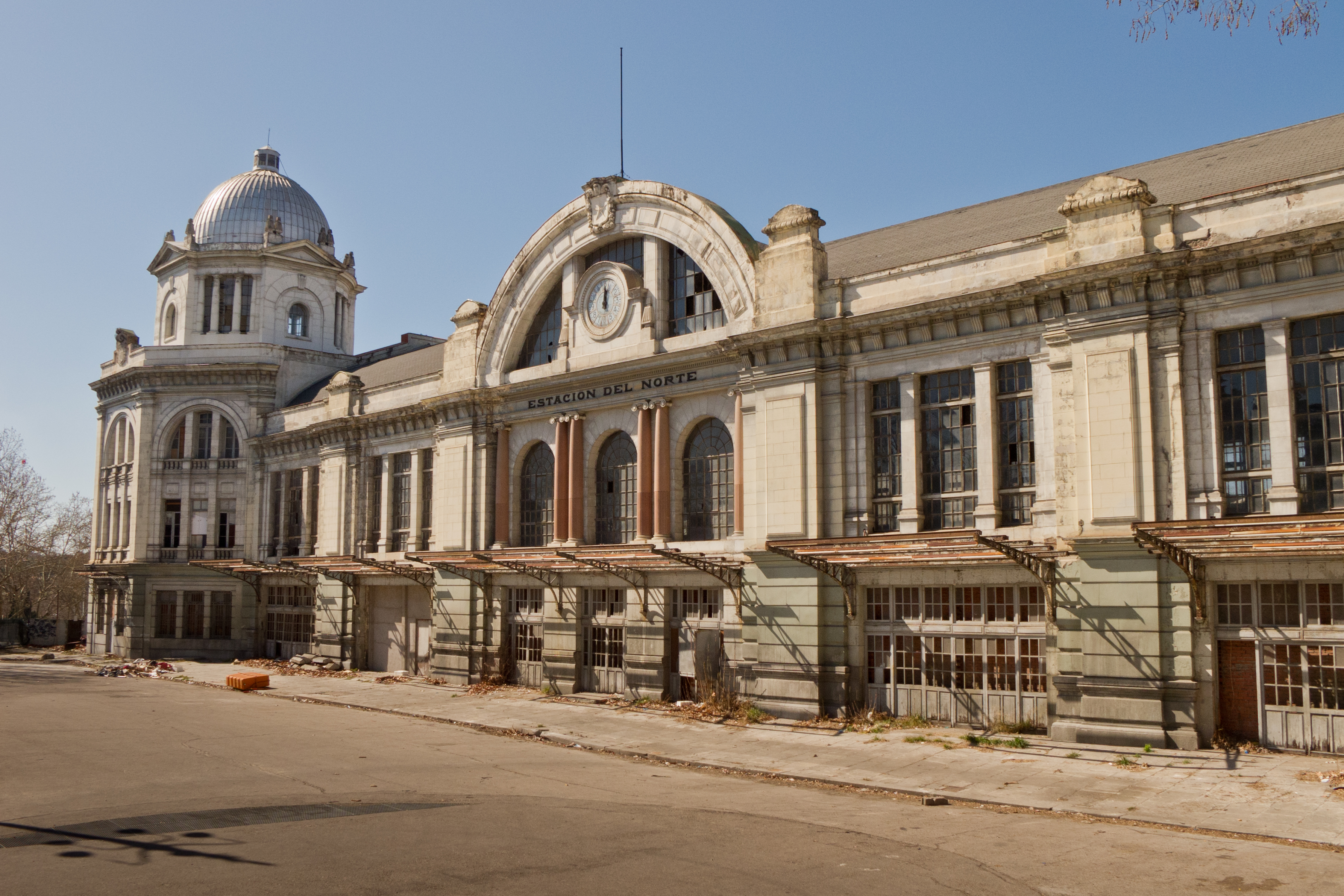
Voorgevel van het gebouw uit 1928

In de Spaanse Burgeroorlog raakte het station zwaar beschadigd en er volgde een faillissement van de Compañía de los Caminos de Hierro del Norte. In verband met de slechte financiële situatie van de spoorwegmaatschappijen besloot de overheid om bestaande concessies niet te verlengen of zelfs in te trekken en de bedrijven per 24 januari 1941 onder te brengen in het overheidsbedrijf Red Nacional de los Ferrocarriles Españoles (RENFE). Het station groeide in de jaren daarna uit tot het tweede kopstation, na Atocha, van Madrid als eindpunt voor alle treinen die tussen Madrid en de Cantabrische Zee, Oud-Castilië, Frankrijk en Portugal reden. 
In de jaren 60 van de 20e-eeuw werd een plan uit het interbellum voor een rechtstreekse lijn tussen Madrid en Burgos alsnog uitgevoerd. Onderdeel van dit plan was een nieuw kopstation, Chamartín, in het noorden van de stad ter vervanging van het Estación del Norte. Hiertoe werd ter hoogte van Las Rozas de Madrid een nieuw baanvak langs de noordrand van de stad op de bestaande lijn aangesloten. De langeafstandsdiensten verhuisden naar Chamartín toen dat station in 1967 werd geopend. Ze bereikten Chamartín over het nieuwe baanvak of via de op 17 juli 1968 geopende rechtstreekse lijn van/naar Burgos, daarna vervulde het Estación del Norte nog slechts een bijrol met voornamelijk stoptreindiensten. In 1976 resteerden alleen nog forensentreinen. In 1979 volgde nog een opleving toen de sneltreinen en Talgo III-diensten van/naar Galicië het station als Madrileens eindpunt gebruikten.
Station Atocha was tussen 1985 en 1992 wegens verbouwing gesloten en de betreffende treinen werden omgeleid naar Chamartín. Om deze op Chamartín te kunnen afhandelen keerden de treindiensten van/naar Asturië en Cantabrië, net als eerder die van/naar Galicië, terug op het Estación del Norte. De heropening van Atocha betekende ook het einde van langeafstandsdiensten en op 30 januari 1993 reed de laatste sneltrein naar Galicië waarna het station voor verbouwing werd gesloten.

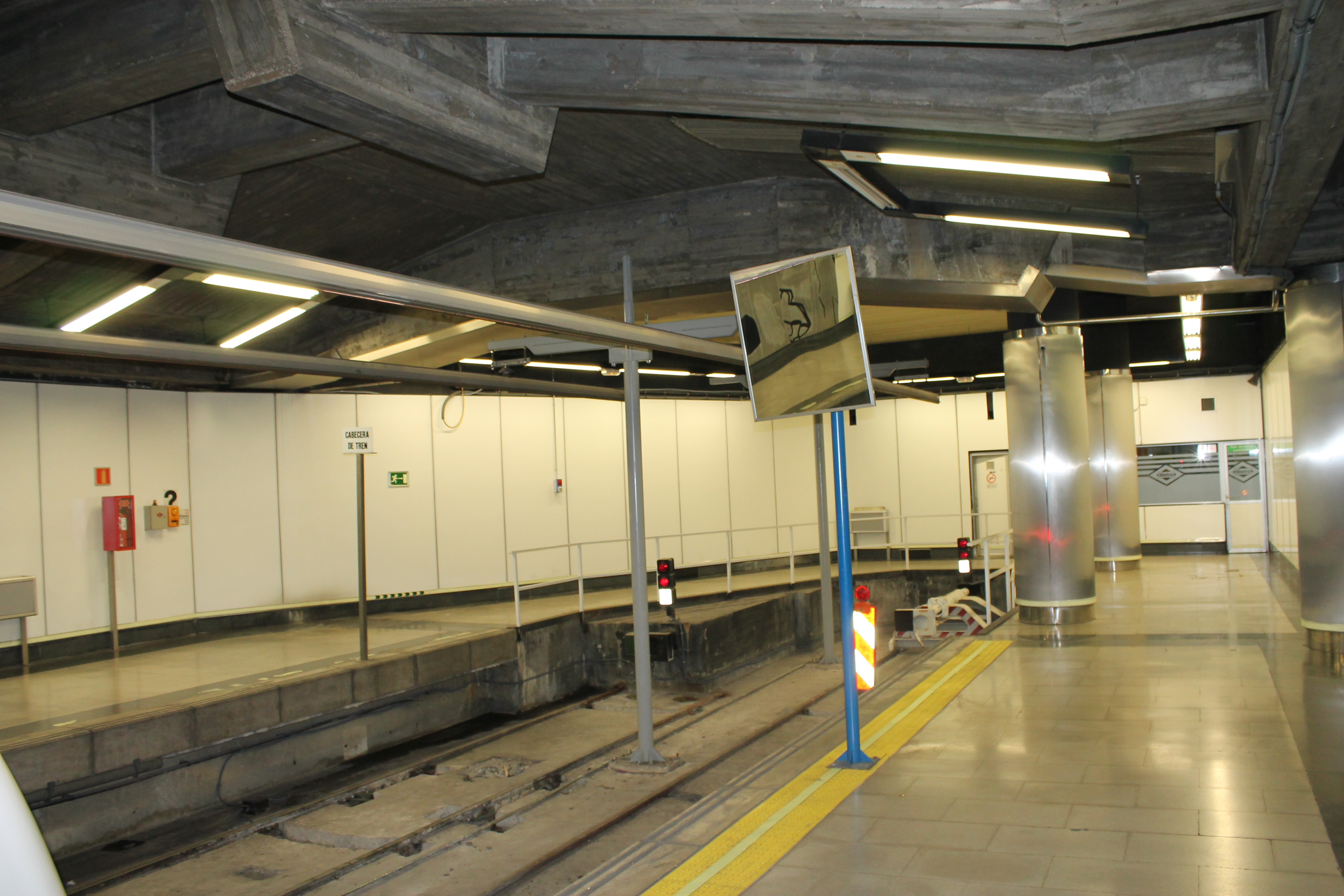
De perrons en sporen van de Ramal
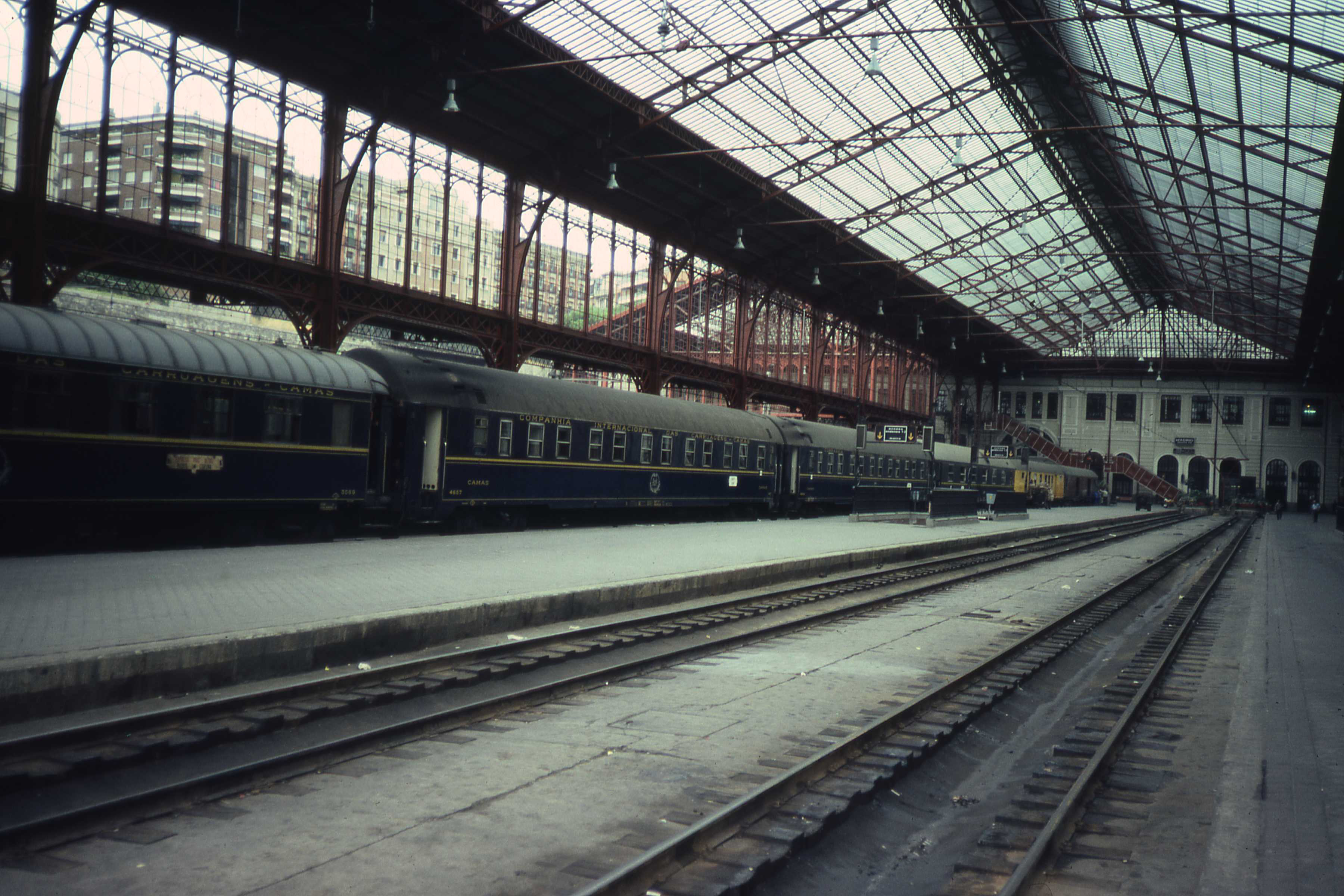
Een nachttrein in 1981 in de perronhal uit 1882
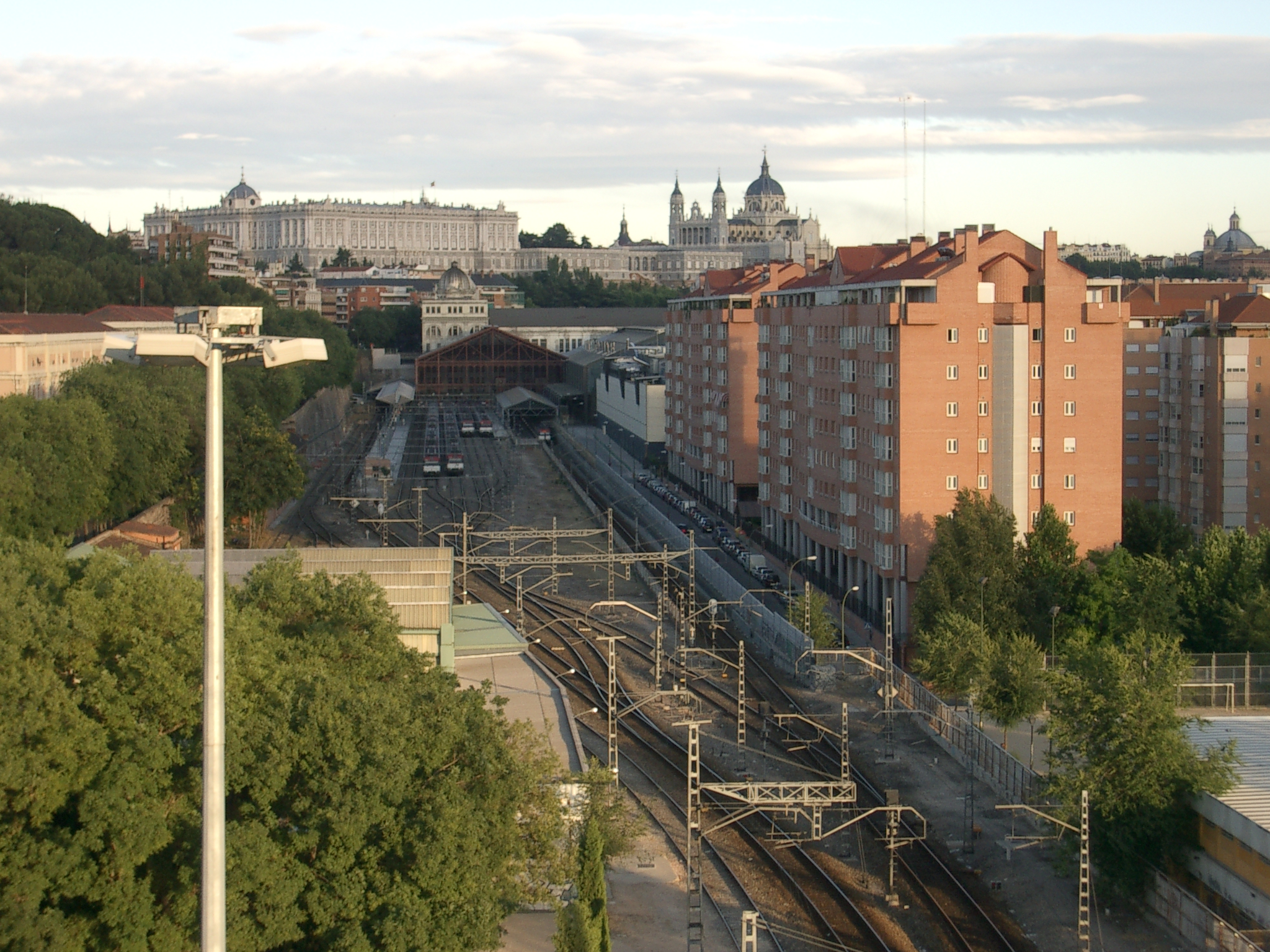
Het station gezien uit het noorden, met het koninklijk paleis op de achtergrond

## Príncipe Pío
De ombouw tot knooppunt voor het stads- en streekvervoer vond plaats volgens het ontwerp van ingenieur Javier Bustinduy. Het station werd heropend op 10 mei 1995, tegelijk met de opening van het sluitstuk van de metroringlijn (lijn 6). 
Sindsdien draagt het station de naam Príncipe Pío, ter ere van Francisco Pío de Saboya y Moura.  

### Spoorweg
De perronhal uit 1882 werd geheel ontdaan van sporen en perrons, en de aansluitende sporen op het emplacement werden, net als de voorzieningen aldaar, opgebroken om plaats te maken voor de woonblokken langs de Calle Mozart. De andere perronhal werd aangepast in het kader van de groene spoorwegcorridor die het mogelijk moest maken om de Cercanías tussen het noordwesten en Atocha door het station te laten rijden. Hiertoe werd een van de sporen afgezonken tot niveau -1 en aangesloten op een nieuwe tunnel onder het gebouw uit 1928. Op het oorspronkelijk niveau 0 resteerden vier kopsporen, een doorgaand spoor en een opstelspoor.    

### Metro
De metro was al sinds 1925 via de Ramal aangesloten op het station, terwijl de tunnel van metrolijn 10 langs het Estación del Norte  liep zonder dat daar gestopt werd. Om lijn 10 alsnog te laten stoppen bij het station en tevens het sluitstuk van de  metroringlijn op het station aan te sluiten werd een kuip gegraven onder de stationskappen uit 1882 en 1928. Onderin de kuip kwamen twee eilandperrons voor de metro, waardoor ook een overstap op hetzelfde perron tussen beide lijnen werd gerealiseerd. Lijn 6 gebruikt sinds 10 mei 1995 de binnenste sporen van de eilandperrons. Voor lijn 10 werden de bestaande tunnels verlegd om ze aan te sluiten op de kuip en sinds 26 december 1996 bedient ook lijn 10 het station. 

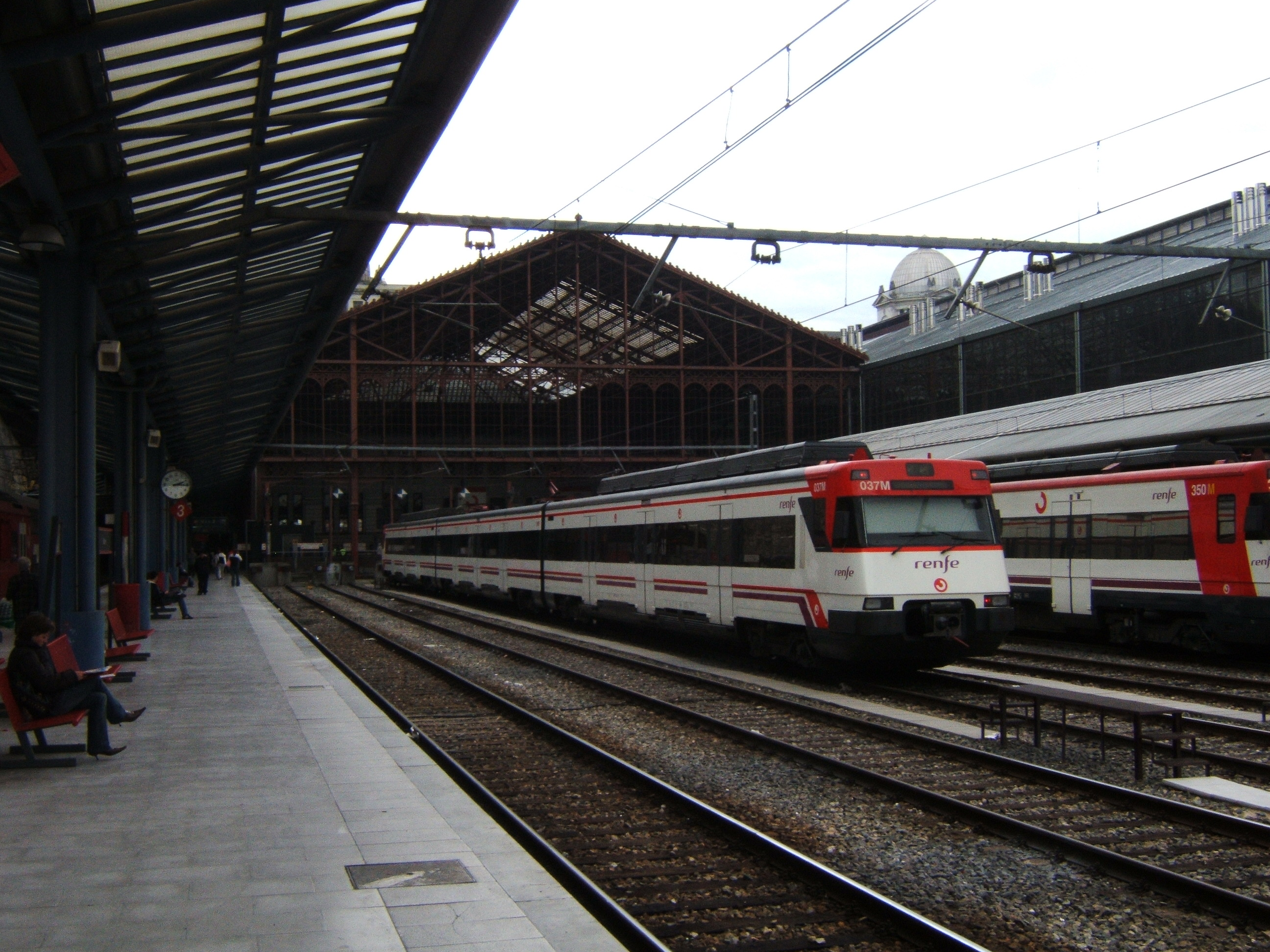
Voorstadstreinen op de kopsporen
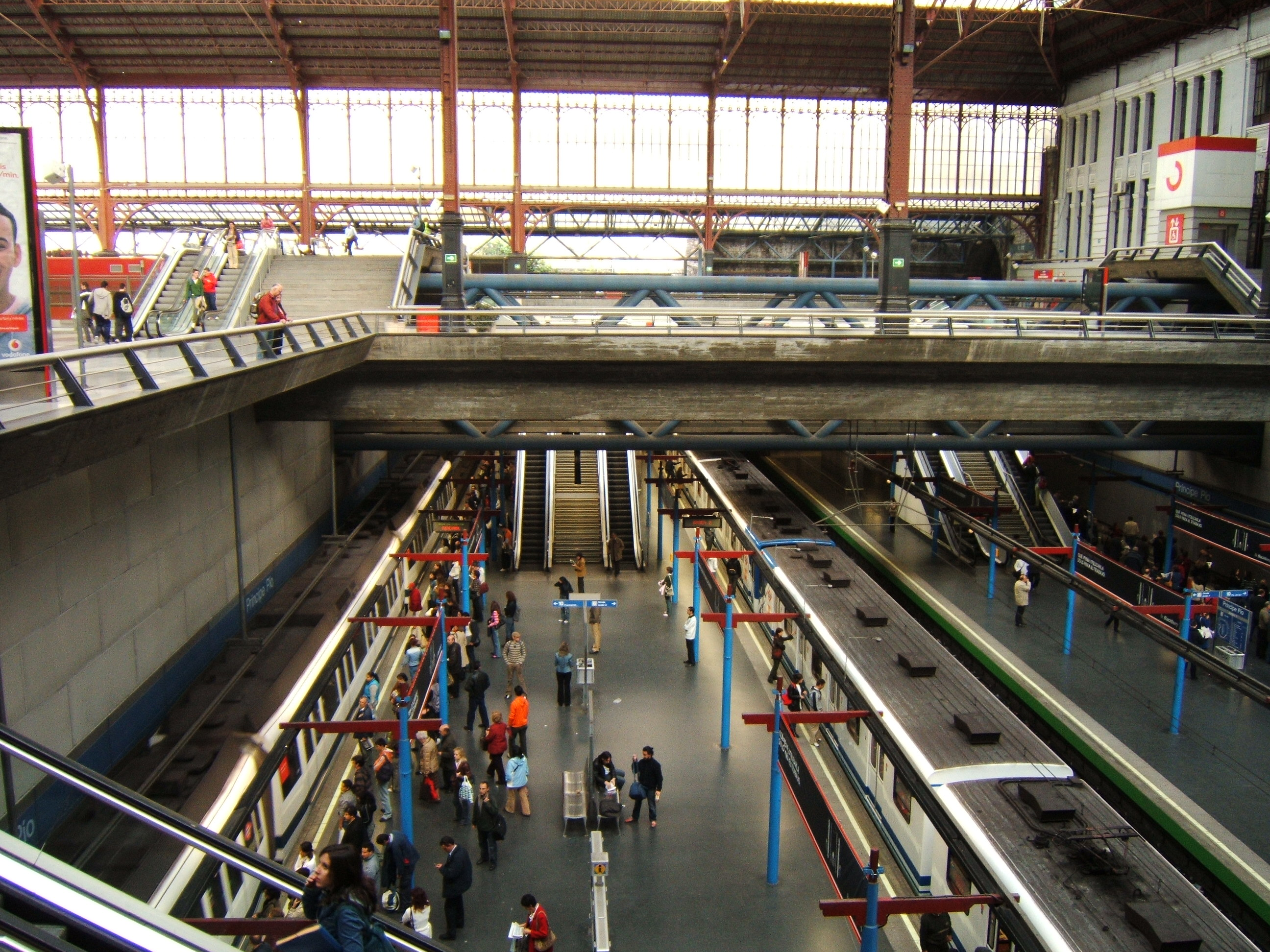
De eilandperrons van de metro in de kuip op niveau -2
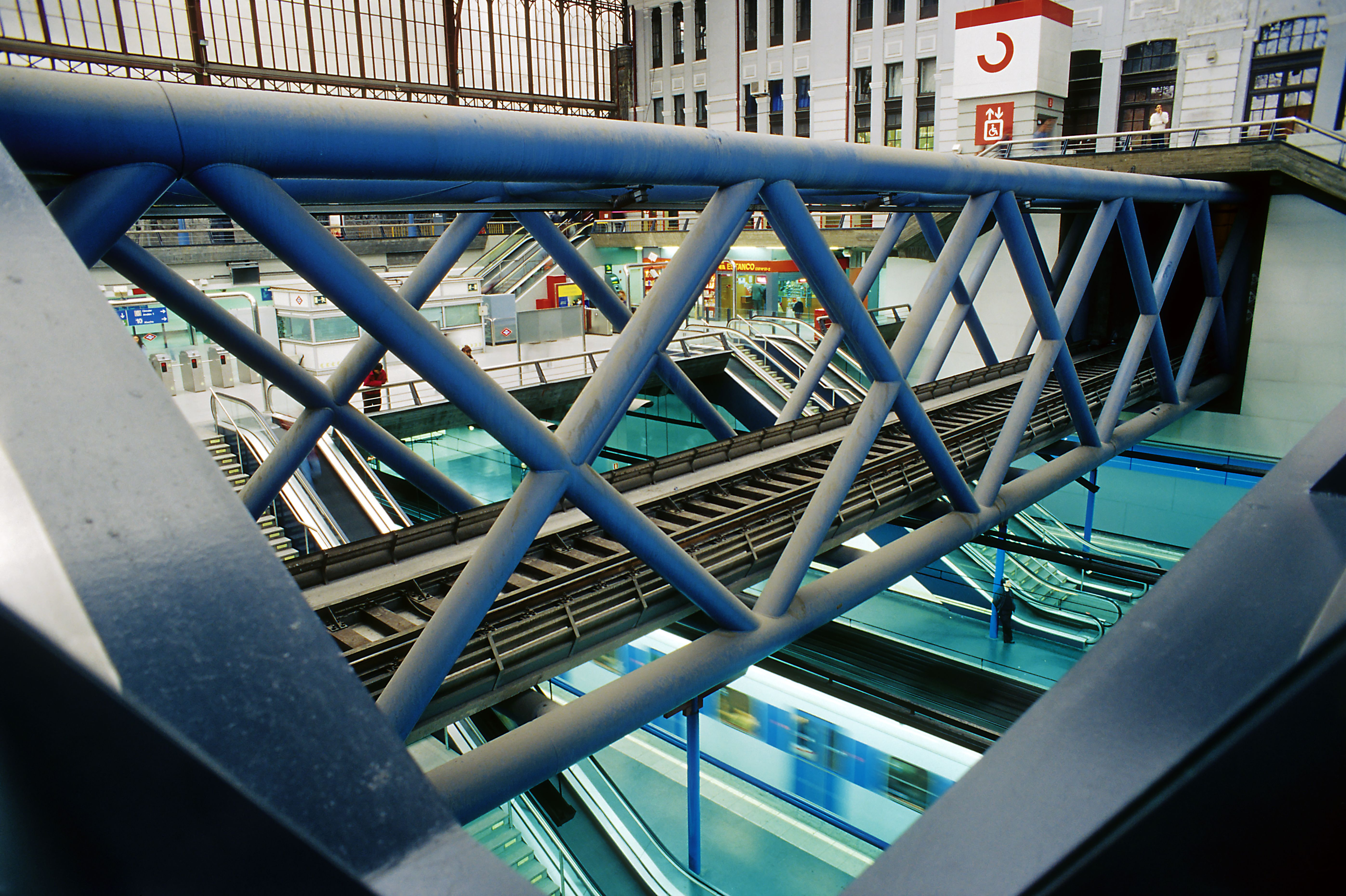
De overbrugging van de metrokuip tussen het afgezonken spoor en de nieuwe tunnel voor de Cercanías

### Winkelcentrum
Behalve het deel dat gebruikt werd voor de metro stond de perronhal uit 1882 leeg totdat die in 2000 werd omgebouwd tot een winkelcentrum. Aansluitend aan de oude perronhal werd een nieuw gebouw opgetrokken op het nog braakliggende deel van het emplacement. Dit gebouw met onder meer een bioscoop werd op 22 oktober 2004 geopend.

### Busstation
De gunstige ligging van het station bij een belangrijk kruispunt naast de M-30 en de toegang tot het centrum van Madrid vanaf de snelweg A-5, heeft het tot een belangrijk OV-knooppunt gemaakt. Vele streekbussen naar het westen en zuidwesten van de regio Madrid hebben een halte bij het station. De bouw van het winkelcentrum in de oude perronhal werd aangegrepen om op het stationsplein aan de Paseo de la Florida een bovengronds busstation te bouwen. Korte tijd later werd in het kader van het knooppuntplan 2004-2007, dat door de regio Madrid en de gemeenteraad van Madrid werd opgesteld, begonnen met de bouw van een ondergronds busstation met meerdere niveaus en voorzieningen voor reizigers. Hierdoor werd de capaciteit vergroot en door het knooppunt rechtstreeks ondergronds aan te sluiten op de M-30 en de A-5 werd ook de toegang voor het busverkeer verbeterd. Dit ondergrondse busstation werd geopend op 8 mei 2007.

### Theater
Voor het witte stationsgebouw uit 1928 werd sinds de sluiting van 1993 een nieuwe bestemming gezocht. Na verschillende plannen en 27 jaar verwaarlozing werd het gebouw in 2020 grondig gerestaureerd en gerenoveerd, en vervolgens heropend als Gran Teatro Príncipe Pío. 

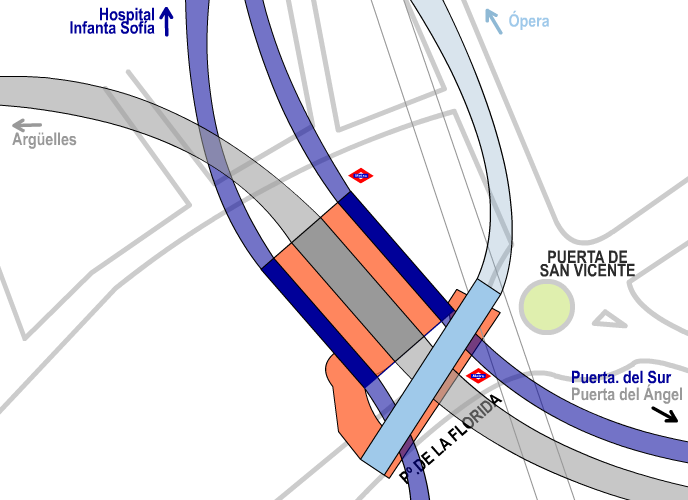
De metrolijnen onder het station (Het noorden ligt links)
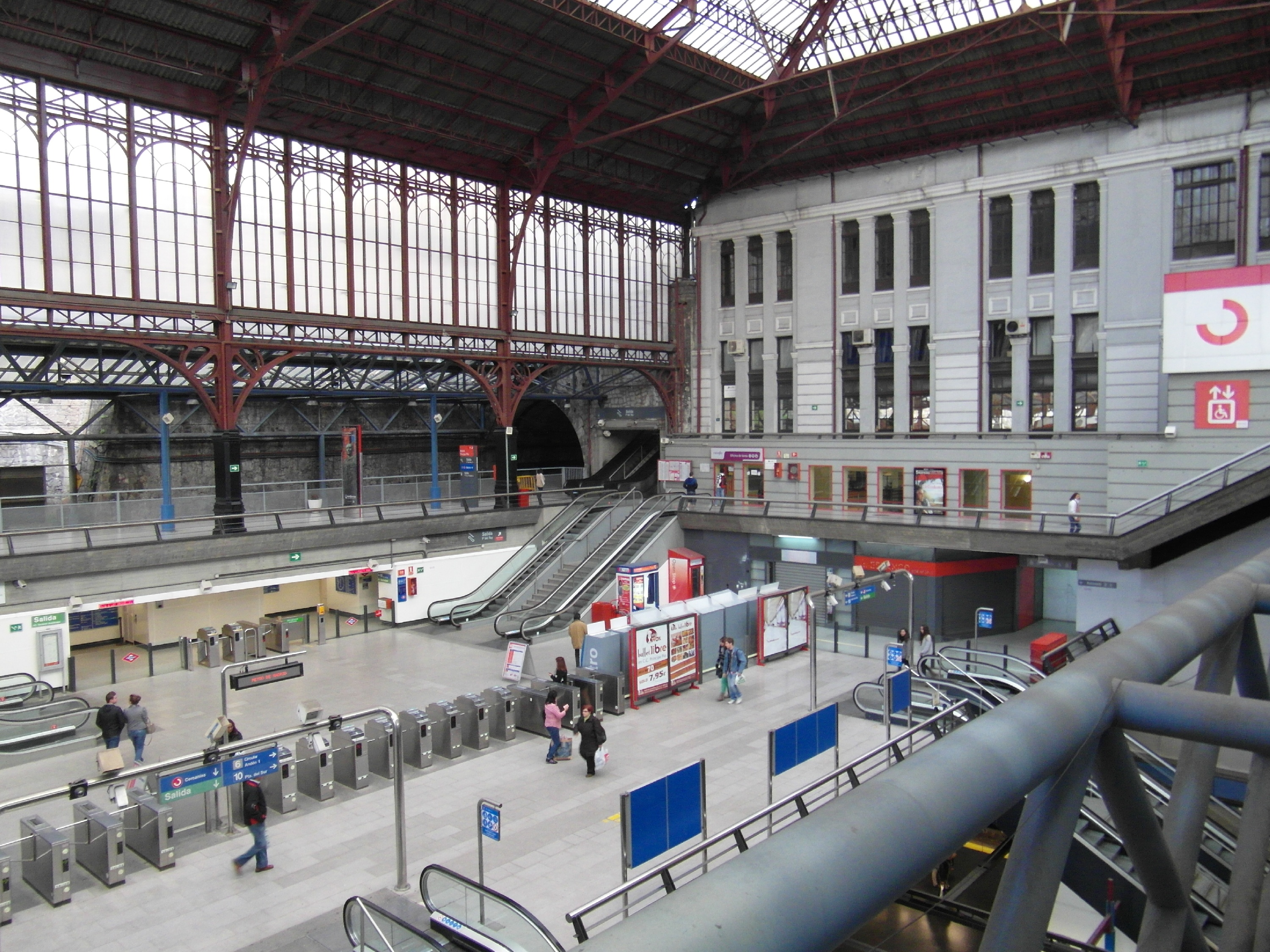
De OV-poortjes onder de kap uit 1928
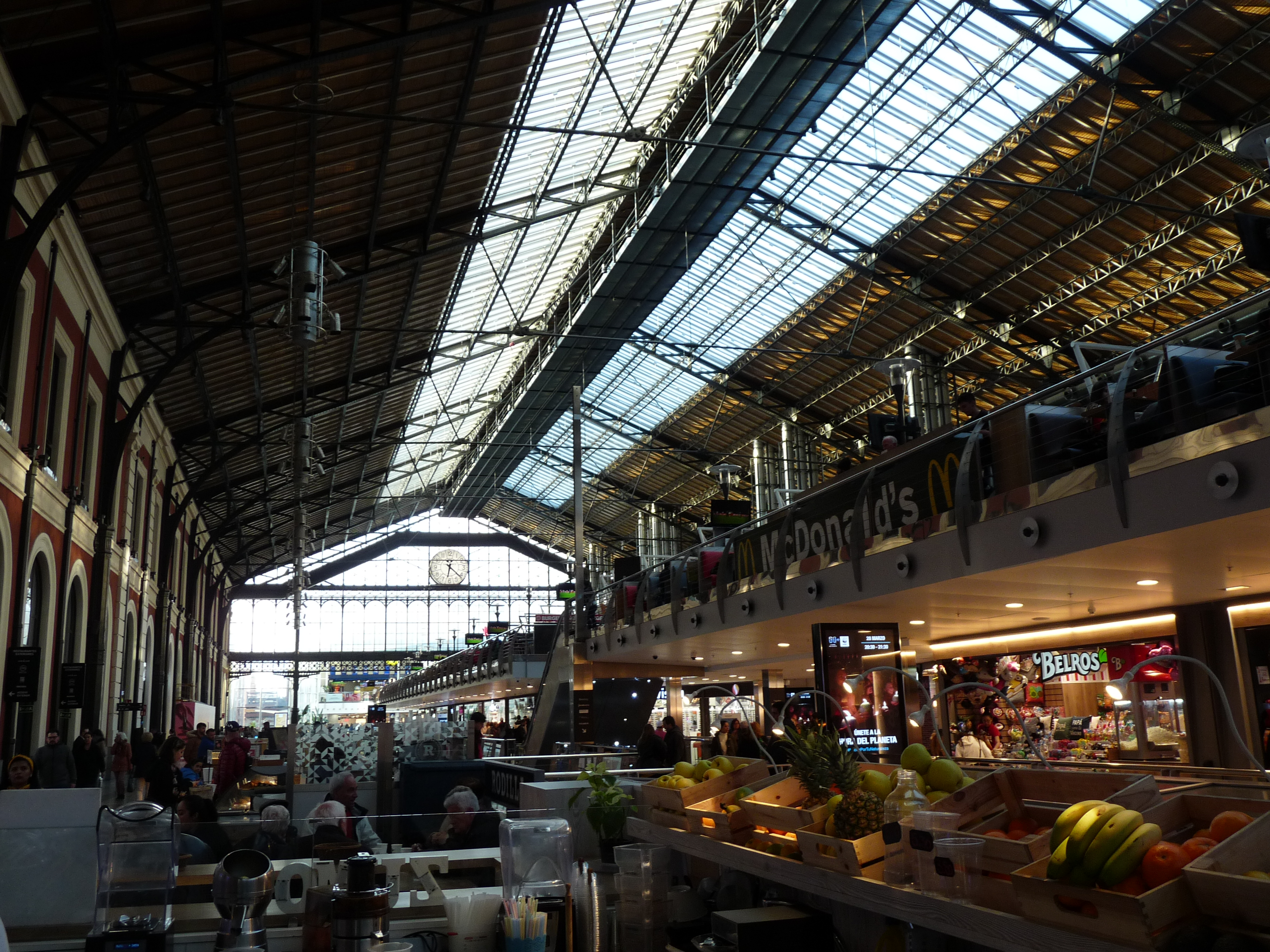
Overdekt winkelcentrum in de vroegere stationshal

## Ligging en inrichting
Het station heeft aan de rivierzijde een ondergronds busstation met twee verdiepingen onder het plein bij de Paseo de la Florida. Bovengronds is de ligging hiervan te zien door de daklichten en de toegangsgebouwen aan de uiteinden van het busstation. De kopsporen en perrons van de Ramal liggen ten zuiden van dit busstation op niveau -1 en zijn inpandig verbonden met zowel het busstation als de rest van het station. De hal van de Ramal is door een rij OV-poortjes gescheiden van de doorgang naar het busstation. De sporen van de andere metrolijnen liggen op niveau -2 en de eilandperrons daar zijn met vaste trappen en roltrappen verbonden met de hal van de Ramal. 
Naast deze overstapmogelijkheden is hal van de Ramal verbonden met een tussenvloer op niveau -1 onder de zuidvleugel van het gebouw uit 1882. Deze tussenvloer is aan beide zijkanten met rotrappen en vaste trappen verbonden met de begane grond van het spoorwegstation. 
Het winkelcentrum in de perronhal uit 1882 is met een glazen wand gescheiden van het deel dat nog als station gebruikt wordt. Zowel aan de kant van het winkelcentrum als langs de binnengevels van de bouwdelen uit 1882 en 1928 kunnen voetgangers over een “balkon” de andere delen van het station bereiken. Aan de stadszijde van de eilandperrons van de metro ligt op niveau -1 eveneens een tussenvloer, die met roltrappen en vaste trappen met die perrons is verbonden, met OV-poortjes onder de kap uit 1928. Deze is eveneens met roltrappen en vaste trappen verbonden met de begane grond van het spoorwegstation. In de zuidoosthoek is een toegang tot het station naast de tunnelmond uit 1928.  
De perrons voor de treinen van de Cercanías lijnen C1, C7 en C10 alsmede de treinen van media distancia liggen haaks op de metrokuip buiten de kap uit 1928. Ook deze zijn door OV-poortjes gescheiden van het “balkon”. De Cercanías diensten richting Atocha vertrekken vanaf een spoor op niveau -1 dat met een brug over de metrokuip is verbonden met een tunnel onder het bouwdeel uit 1928. Omdat de bovenleiding hoger ligt dan de begane grond moet dit spoor met voetgangersbruggetjes worden overgestoken.